# 迪尔克·延尼
迪尔克·延尼（德語：Dirk Jenny，1972年8月30日—），德国男子赛艇运动员。他曾代表德国参加英国马瑟韦尔举办的1996年世界赛艇锦标赛，获得男子轻量级八人单桨有舵手金牌。